# Monumento equestre a Enrico dell'Acqua
Il monumento a Enrico dell'Acqua è un monumento equestre situato in Piazza Volontari della Libertà a Busto Arsizio, davanti all'ingresso della stazione FS. È dedicato a Enrico dell'Acqua (1851-1910), pioniere dell'esportazione cotoniera dall'Italia all'estero e medaglia d'oro del Ministero dell'industria e del commercio.
L'opera fu inaugurata nel 1929 alla presenza del ministro delle corporazioni Giuseppe Bottai. Fu progettato da Enrico Saroldi per la parte in bronzo e Amedeo Fontana per il basamento in granito.
Nel 2007 il monumento fu restaurato grazie all'Associazione Enrico dell'Acqua e all'intervento della provincia di Varese.

## Descrizione

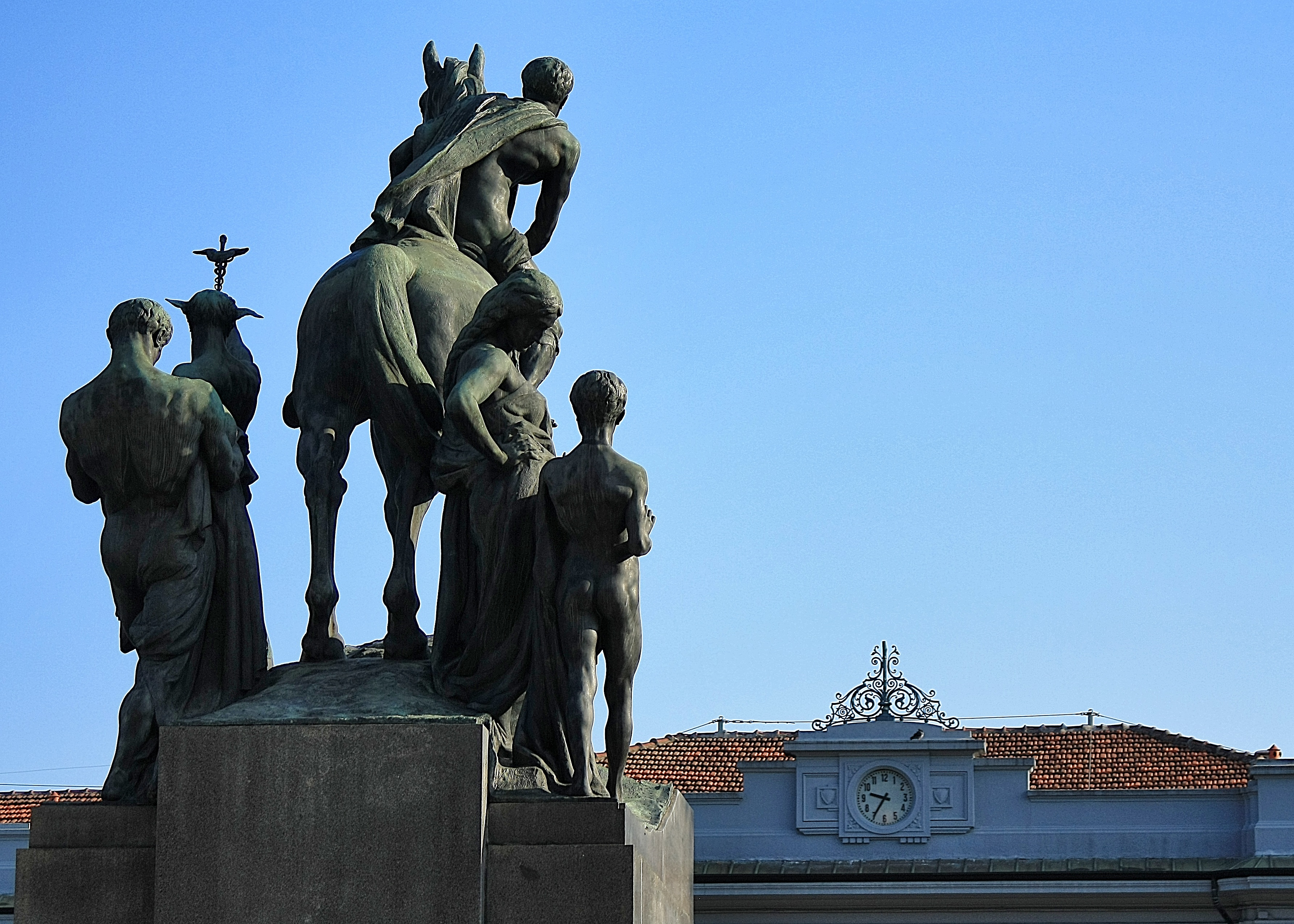
Il retro del monumento, con la stazione di Busto Arsizio sullo sfondo.

Il monumento, alto 9,3 m e con base di 14,3×14,7 m, raffigura, nella parte bronzea, un eroe a cavallo, precisamente una vedetta, figura che Dell'Acqua scelse come simbolo della sua Casa. Quest'uomo è circondato da altre quattro figure:
- un uomo con cappello alato e caduceo nella mano destra, caratteristiche tipiche di Mercurio, dio romano del commercio;
- una donna che tiene nella mano sinistra un fuso;
- un bambino che tende il braccio sinistro verso la donna, sul quale è posato un tessuto.
- un uomo che sorregge con evidente fatica un pesate mucchio di stoffe.

Queste figure rappresentano, rispettivamente, il commercio, la produzione, l'industria tessile e la nuova alba.
La statua bronzea poggia su un basamento in granito, sul lato principale del quale è posto un bassorilievo, sempre in bronzo, con il volto dello stesso Dell'Acqua circondato da figure allegoriche. Sotto questa raffigurazione è posta la scritta:

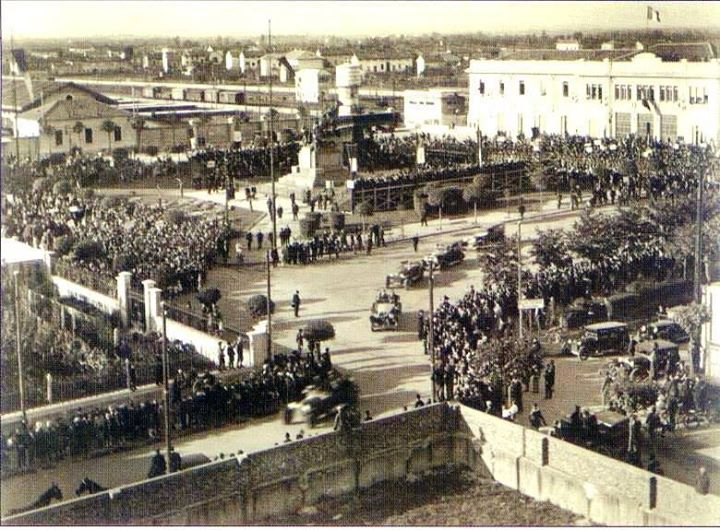
L'inaugurazione del monumento nel 1929.

Ai piedi dei tre gradini inferiori del basamento il monumento è circondato da quattro piani inclinati: sul lato nord-orientale, affacciato verso la stazione, si trova lo stemma della città di Busto Arsizio contornato da motivi vegetali, mentre sugli altri tre lati sono raffigurati sei stemmi che richiamano i Paesi in cui Enrico dell'Acqua avviò i principali commerci: sul lato nord-ovest Argentina, Bolivia, Brasile e Cile, sul lato sud-ovest Colombia, Ecuador, Honduras e Messico, infine, sul lato sud-est, Paraguay, Perù, Uruguay e Venezuela.
Prima del 1940 esisteva un'inferriata che correva intorno al monumento, forgiata dai fratelli Lomazzi di Abbiate Guazzone, oggi non più esistente, in quanto venne fusa per scopi bellici dopo lo scoppio della seconda guerra mondiale.